# Жоао Миранда
Жоао Миранда де Соуса Фильо (на португалски: João Miranda de Souza Filho) е бивш бразилски футболист, защитник.

## Кариера

### Начало
Миранда започва кариерата си в Коритиба, където прави 89 мача и 6 гола във всички турнири. На 29 юли 2005 г. Миранда подписва четиригодишен договор с френския Сошо. Записва 20 мача, но не успява да се установи във Франция и скоро се връща в родната си страна.
Миранда се завръща в Бразилия през август 2006 г., първо под наем в Сао Пауло, а през март 2007 г. той подписва договор до 2011 г. През същата година Сао Пауло печели Кампеонато Бразилейро Серия А. Той също така печели първенството и през следващата година, като попада и в идеалния отбор на сезона за 2007 и 2008.

### Атлетико Мадрид
Миранда се присъединява към испанския Атлетико Мадрид през юли 2011 г., след като подписва тригодишно преддоговорно споразумение през януари 2011 г., когато решава да не поднови договора си със Сао Пауло, който изтича през юли. Миранда прави своя дебют на 25 август 2011 г. при победата с 4:0 над португалския Витория Гимараеш във втори плейоф за Лига Европа.
Бразилският защитник вкарва първия си гол за столичния клуб срещу Гранада КФ на 11 март 2012 г. На 12 март 2013 г. Миранда подновява договора си с Атлетико до 2016 г. По време на финала на Копа дел Рей на 17 май, Миранда отбелязва гол в продълженията, за да даде на Атлетико преднина с 2:1 над Реал Мадрид.
След като помага на Атлетико да спечели първата си титла от 17 години, Миранда е номиниран през 2014 г. за най-добър защитник в Ла лига, заедно със съотборника си Филипе Луиш и Серхио Рамос от Реал Мадрид.

### Интер
На 30 юни 2015 г. Интер Милано обявява, че е подписал с Миранда двугодишен наем за 4 млн. евро със задължение за окончателно привличане срещу още 11 млн. евро на 1 юли 2017 г. Опцията е активирана в началото на сезон 2016/17 на 20 юли 2016 г.

### Цзянсу Сунинг
На 26 юли 2019 г. е обявено, че договорът на Миранда с Интер е прекратен по взаимно съгласие. Интер също обявява, че той ще се присъедини към китайския ФК Цзянсу Сунинг. На 28 февруари 2021 г. Цзянсу обявява, че клубът ще бъде разформирован и поради това всички играчи, сключили договор ще бъдат освободени, включително Миранда.

### Сао Пауло
На 6 март 2021 г. преди дербито срещу Сантош от Кампеонато Паулища, президентът на Сао Пауло Хулио Касарес потвърждава завръщането на Миранда със свободен трансфер след дни на преговори. Той подписва договор за 1 година и 8 месеца.

### Пенсиониране
На 11 януари 2023 г. Миранда заявява пенсионирането си на 38-годишна възраст чрез своя профил в Instagram.

## Отличия

### Отборни
Коритиба
- Кампеонато Паранаенсе: 2004

Сао Пауло
- Кампеонато Бразилейро Серия А: 2006, 2007, 2008
- Кампеонато Паулища: 2021

Атлетико Мадрид
- Ла лига: 2013/14[24]
- Купа на краля: 2013[25]
- Суперкопа де Еспаня: 2014; финалист 2013[26]
- Лига Европа: 2011/12[27]
- Суперкупа на УЕФА: 2012[28]
- Шампионска лига: финалист 2013/14[29]

Цзянсу Сунинг
- Китайска суперлига: 2020

### Международни
- Купа на конфедерациите: 2009
- Суперкласико де лас Америкас: 2014
- Копа Америка: 2019

### Индивидуални
- Отбор на годината в Бразилия: 2007, 2008, 2009, 2010[30]
- Сребърна топка: 2008, 2009